# The Vamps 2015 UK Arena Tour
The Vamps 2015 UK Arena Tour foi a terceira turnê da banda de pop rock britânica The Vamps, ainda tendo como base seu primeiro álbum de estúdio, Meet the Vamps. Apesar do nome, a turnê também passou pela Irlanda. Se dividiu em duas partes, onde a segunda foi em festivais, não necessariamente em arenas.

## Antecedentes
Em 26 de fevereiro de 2015, The Vamps anunciou que eles teriam sua terceira turnê, passando pelo Reino Unido e Irlanda com Union J, The Tide e Luke Friend como atos de abertura.

## Setlist
- Wild Heart
- Hurricane
- Medley (Uptown Funk/Seven Nation Army/Shake It Off/We Can't Stop)
- Solo de bateria
- Last Night
- Move My Way
- In Too Deep (Cover de Sum 41)
- Teenagers (Cover de My Chemical Romance)
- Another World
- Lovestruck
- Girls On TV
- Oh Cecilia (Breaking My Heart)
- Risk It All
- Can We Dance

- Os shows em Londres foram usados para a gravação do DVD contido em uma edição limitada do segundo álbum de estúdio da banda, Wake Up.
- No último show da primeira parte da turnê, em Birmingham, a banda convidou os seus pais para dublarem "What Makes You Beautiful" do grupo One Direction. A banda The Tide também invandiu o palco vestidos de hipopótamos bailarinas durante "Move My Way" e a equipe de apoio junto ao cantor Luke Friend simularam o filme Star Wars em "In Too Deep".

## Datas
| Data                | Cidade          | País        | Local                       | Bilhetes vendidos     | Faturamento |
| ------------------- | --------------- | ----------- | --------------------------- | --------------------- | ----------- |
| 17 de abril de 2015 | Glasgow         | Reino Unido | The SSE Hydro               | 21,327 / 21,570       | $857,170    |
| 18 de abril de 2015 | Glasgow         | Reino Unido | The SSE Hydro               | —                     | —           |
| 20 de abril de 2015 | Belfast         | Irlanda     | Odyssey Arena               | —                     | —           |
| 22 de abril de2015  | Dublin          | Irlanda     | 3Arena                      | —                     | —           |
| 24 de abril de 2015 | Sheffield       | Reino Unido | Motorpoint Arena Sheffield  | —                     | —           |
| 25 de abril de 2015 | Manchester      | Reino Unido | Manchester Arena            | 13,581 / 14,074       | $567,646    |
| 28 de abril de 2015 | Liverpool       | Reino Unido | Echo Arena Liverpool        | —                     | —           |
| 1 de maio de 2015   | Londres         | Reino Unido | The O2 Arena                | 29,555 / 31,518       | $1,190,550  |
| 2 de maio de 2015   | Londres         | Reino Unido | The O2 Arena                | 29,555 / 31,518       | $1,190,550  |
| 4 de maio de 2015   | Newcastle       | Reino Unido | Metro Radio Arena           | —                     | —           |
| 5 de maio de 2015   | Nottingham      | Reino Unido | Nottingham Capital FM Arena | —                     | —           |
| 8 de maio de 2015   | Birmingham      | Reino Unido | Birmingham LG Arena         | —                     | —           |
| 7 de maio de 2015   | Colwyn Bay      | Reino Unido | Eirias Stadium              | —                     | —           |
| 18 de junho de 2015 | Cork            | Irlanda     | Cork Live in the Marquee    | —                     | —           |
| 20 de junho de 2015 | Scarborough     | Reino Unido | Open Air Theatre            | —                     | —           |
| 27 de junho de 2015 | Gloucestershire | Reino Unido | Westonbirt Arboretum        | —                     | —           |
| Total               | Total           | Total       | Total                       | 64,463 / 67,162 (96%) | $2,615,906  |